# Cronica (revistă culturală)
Cronica este o revistă culturală înființată la Iași, în anul 1966. Din 2011, apare și într-un format nou, sub numele de Cronica veche.

## Listă de redactori și colaboratori
- Al. Andriescu (șef de secție)
- Andi Andrieș (redactor-șef adjunct)
- Paul Balahur (redactor, secretar responsabil de redacție)
- Nicolae Barbu (redactor șef-adjunct, publicist comentator)
- Virginia Burduja (corector, inițiatoare a Concursului: „Autori: copiii!”)
- Otilia Cazimir (membru în colegiul de redecție)
- Cătălin Ciolca
- Constantin Ciopraga (director onorific)
- Florin Cîntic
- Vasile Constantinescu (redactor, secretar general de redacție 1990-1995)
- Nadina Cordun (secretar de redacție)
- Virgil Cuțitaru (redactor)
- Al. Dima (membru în colegiul de redecție)
- Daniel Dimitriu (redactor)
- Al. Dobrescu
- Mihai Drăgan (redactor)
- Florin Faifer
- Vasile Filip (redactor)
- Doina Florea (secretar de redacție)
- Al. I. Friduș
- Val Gheorghiu
- Dan Hatmanu (colegiul de redacție)
- Ioan Holban (redactor șef 1990-1996)
- Eugen Iacob/Simion (redactor)
- Mircea Radu Iacoban (secretar general de redacție între 1966-1970)
- Dan Laurențiu (redactor)
- Aurel Leon (redactor 1967-l971)
- Liviu Leonte (redactorul șef)
- George Lesnea (membru în colegiul de redacție)
- Valer Mitru (secretar de redacție)
- Ștefan Oprea (șef de secție, secretar general de redacție, redactor-șef adjunct)
- Al. Pascu
- George Pruteanu (redactor)
- Anca-Maria Rusu (redactor)
- Zaharia Sângeorzan (redactor, șef de secție)
- Cassian Maria Spiridon
- Valeriu Stancu
- Corneliu Sturzu (redactor șef adjunct între 1966-1969)
- Corneliu Ștefanache (redactor șef adjunct între 1966-1972)
- Nicolae Turtureanu (redactor între 1971-1998)
- Ion Țăranu (redactor-sef între 1980-1989)
- Magda Ursache (redactor, Secția Poezie)
- Carmen Vericeanu (secretar de redacție)